# افشاگر (فیلم ۲۰۰۹)
افشاگر (به انگلیسی: Tell-Tale) یک فیلم علمی تخیلی-ترسناک و درام محصول سال ۲۰۰۹ که از داستان کوتاه ادگار آلن پو در سال ۱۸۴۳ «قلب رازگو» الهام گرفته شده‌است. این فیلم توسط مایکل کوئستا کارگردانی شده و جاش لوکاس، لنا هیدی و برایان کاکسدر آن نقش آفرینی می‌کنند و توسط تونی اسکات و ریدلی اسکات تهیه‌کنندگی می‌شود.

## داستان
قلب مردی که اخیراً پیوند زده شده‌است، او را به جستجوی دیوانه وار برای یافتن قاتل اهداکننده قبل از اینکه سرنوشت مشابهی برای او رقم بزند، هدایت می‌کند.